# آری شفر

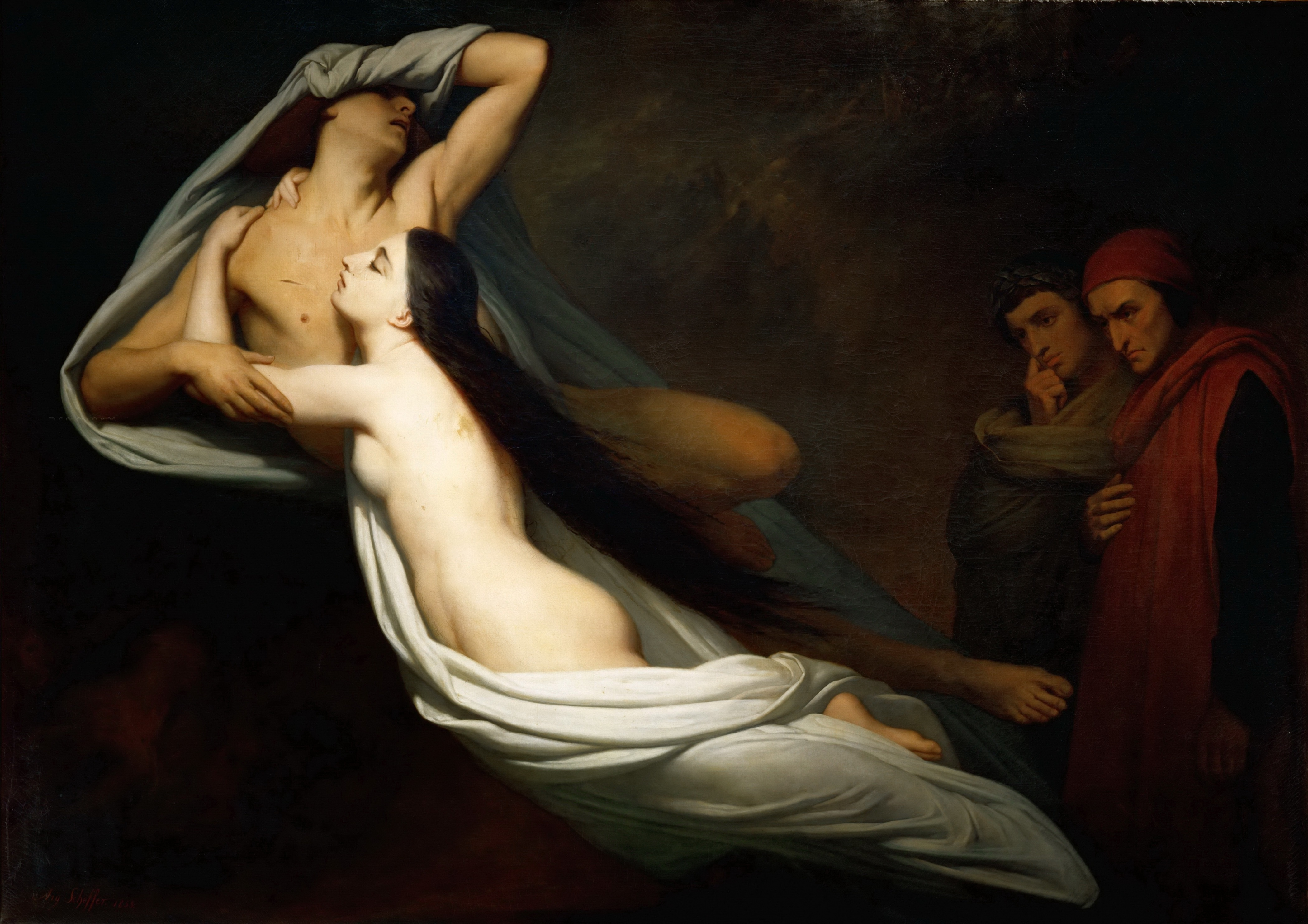
یکی از آثار برجسته آری شفر که در آن تصویر دیدار دانته و ویرژیل از روح پائولو و فرانچسکا که در کتاب دوزخ، کمدی الهی به شرح آن پرداخته شده‌است. را به تصویر کشیده‌است

آری شِفر (هلندی: Ary Scheffer; ۱۰ فوریهٔ ۱۷۹۵ – ۱۵ ژوئن ۱۸۵۸) یک نقاش رمانتیک اهل هلند و فرانسه بود. وی همچنین برنده جوایزی همچون لژیون دونور شده‌است.

## نگارخانه

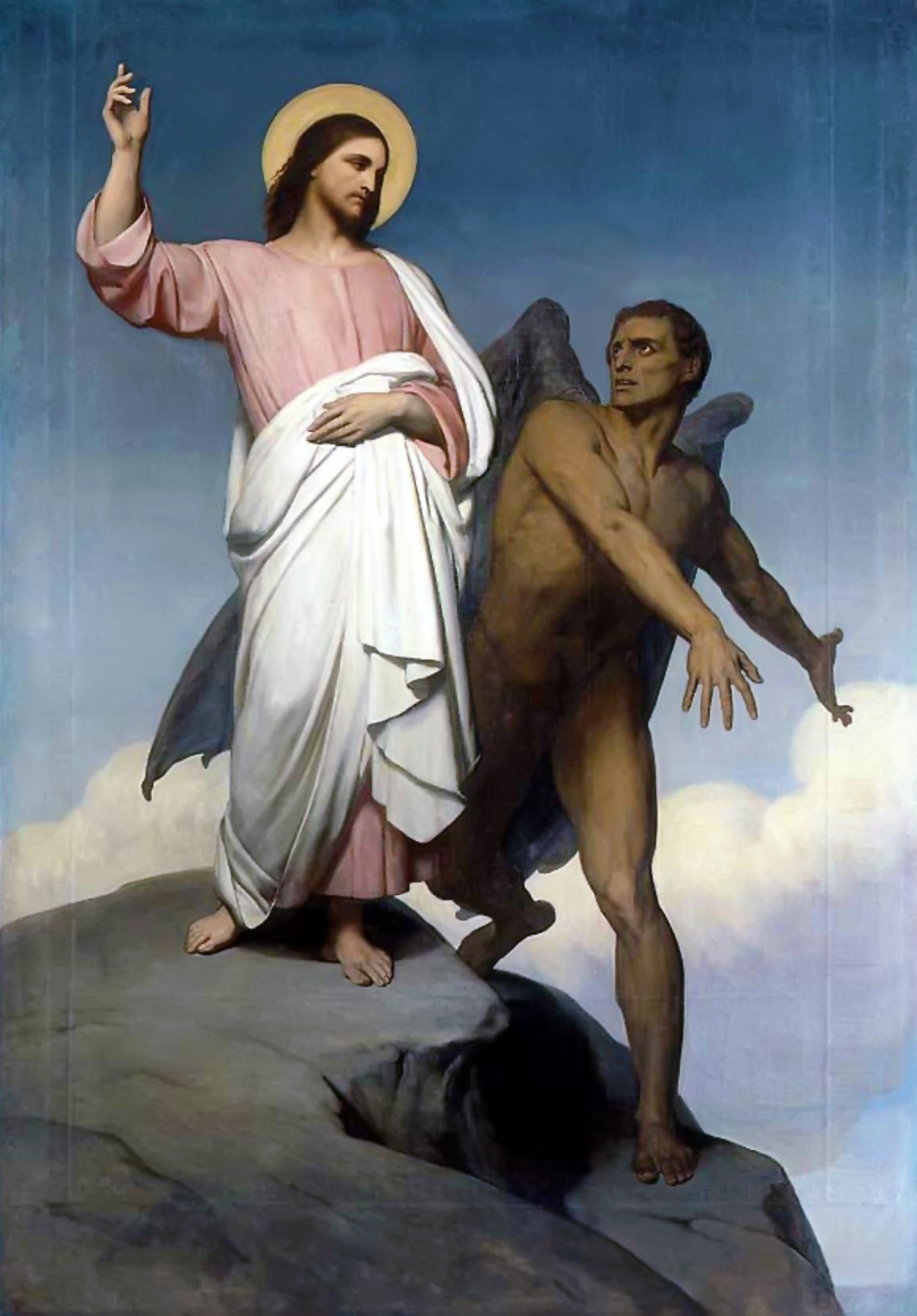
وسوسه مسیح
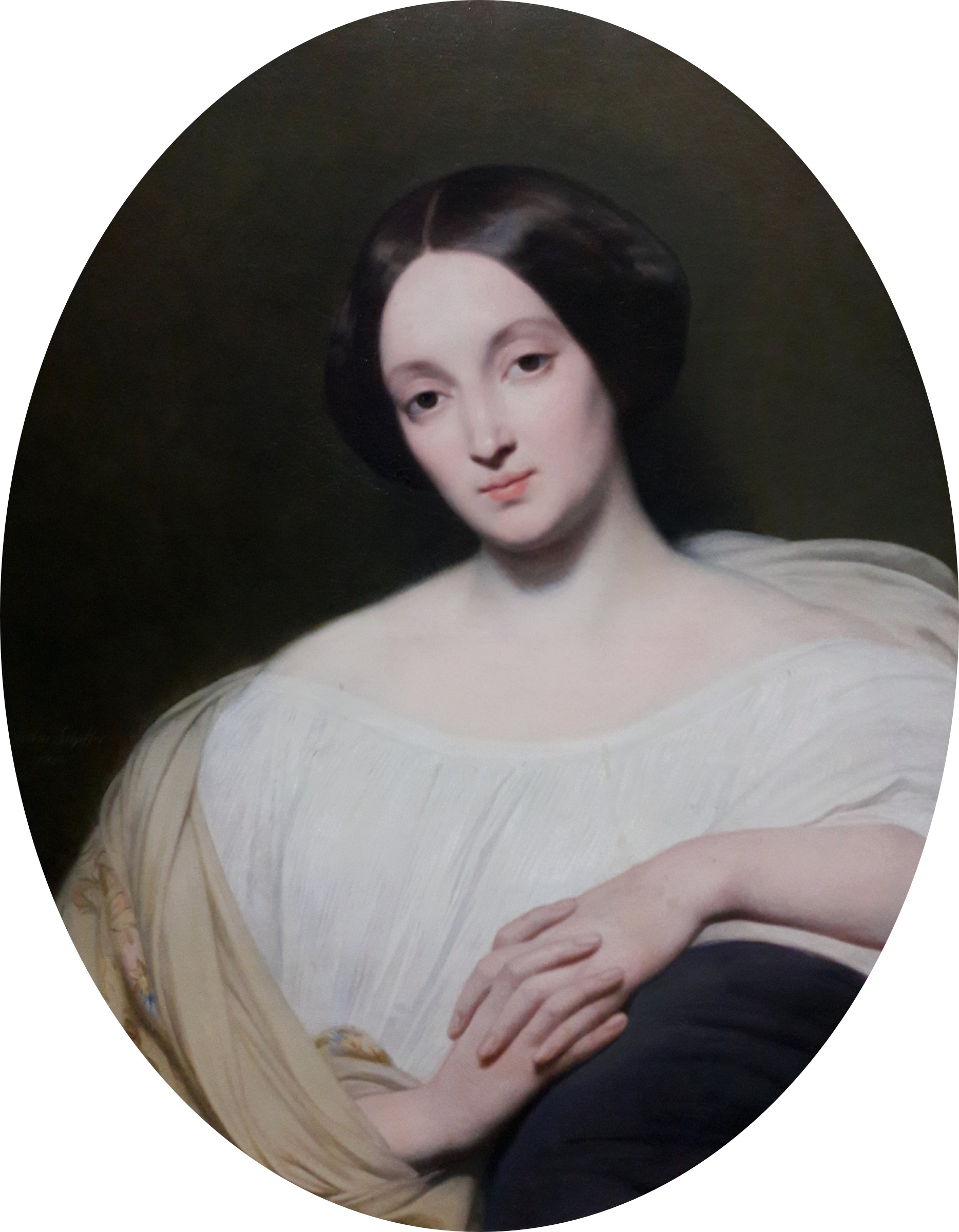
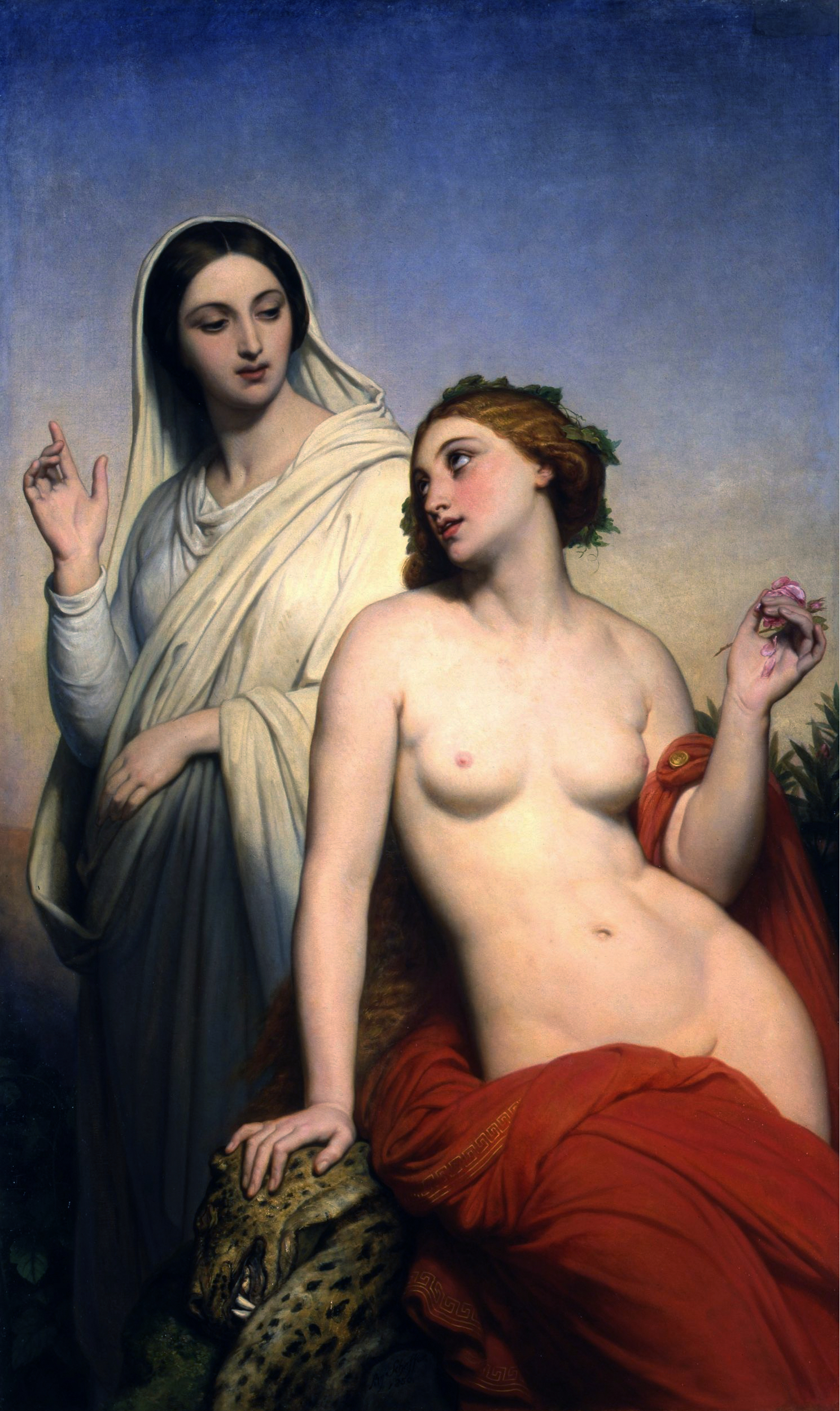
عشق زمینی و آسمانی
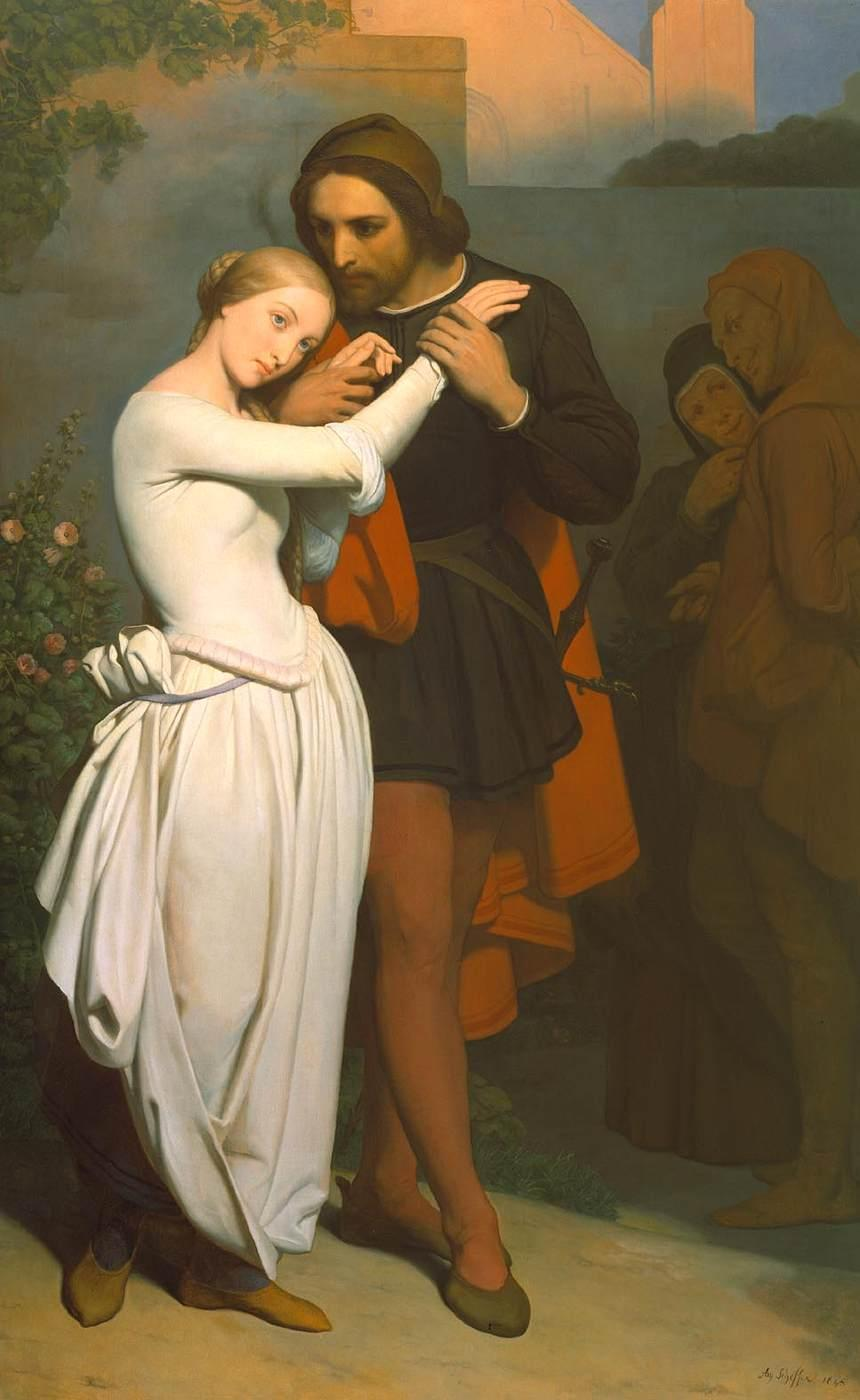
فاوست و مارگارت در باغ
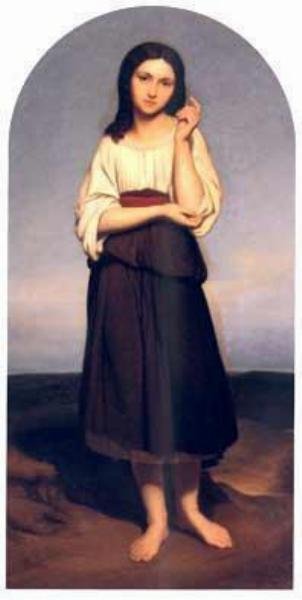
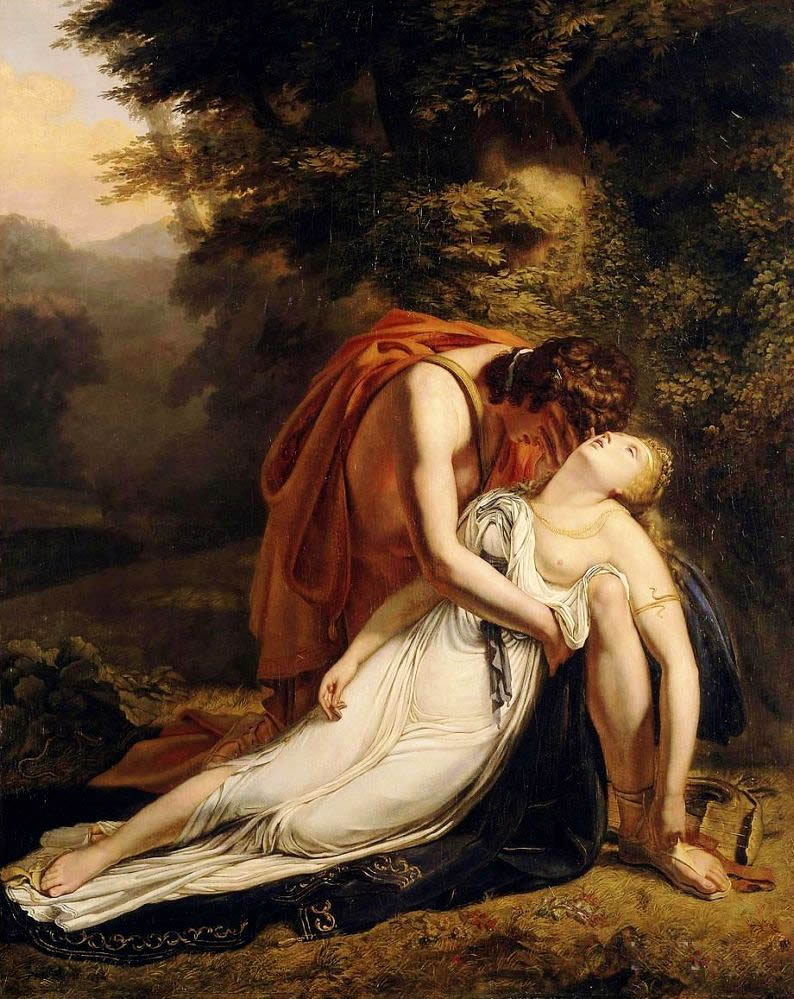
اورفئوس بر مرگ اوریدیس می‌گرید
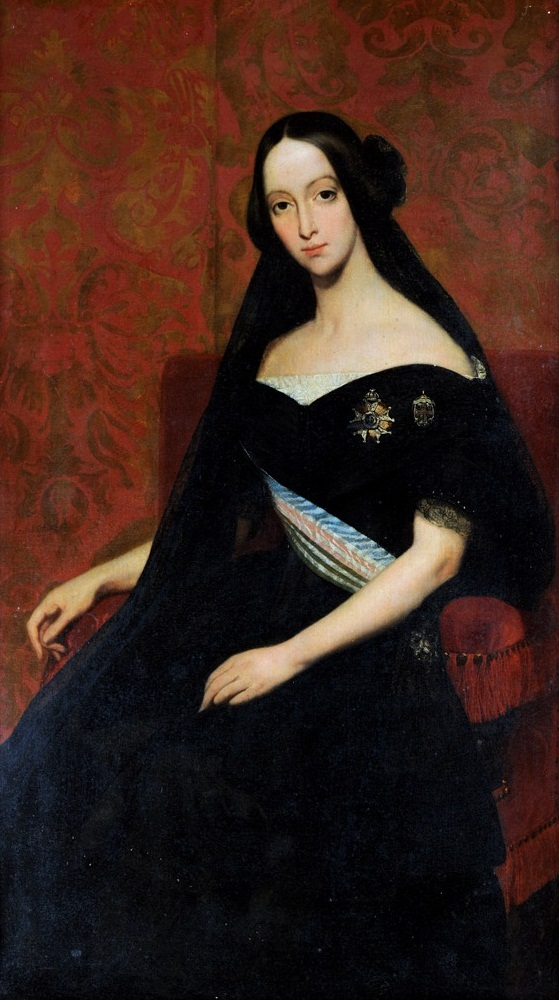
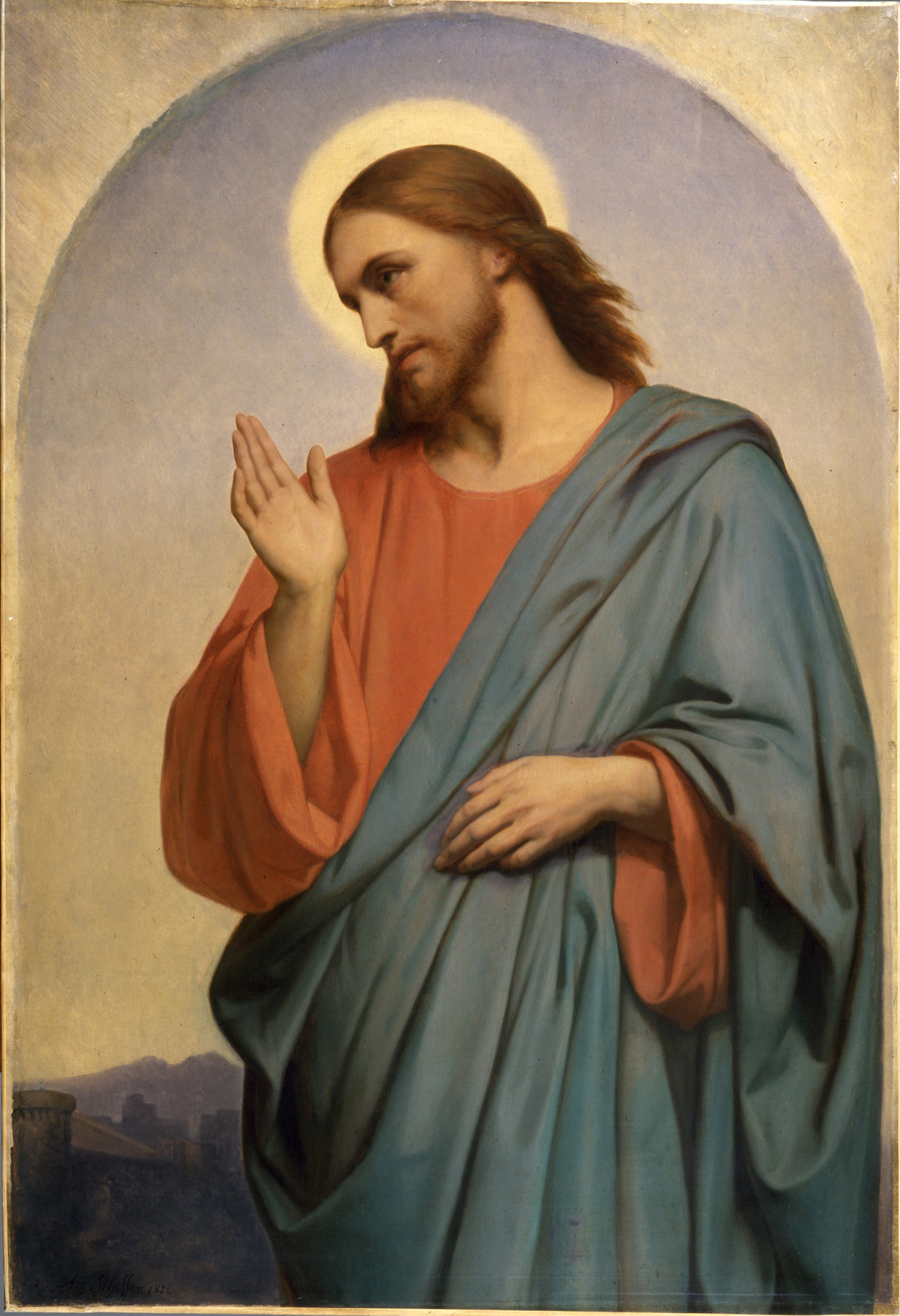
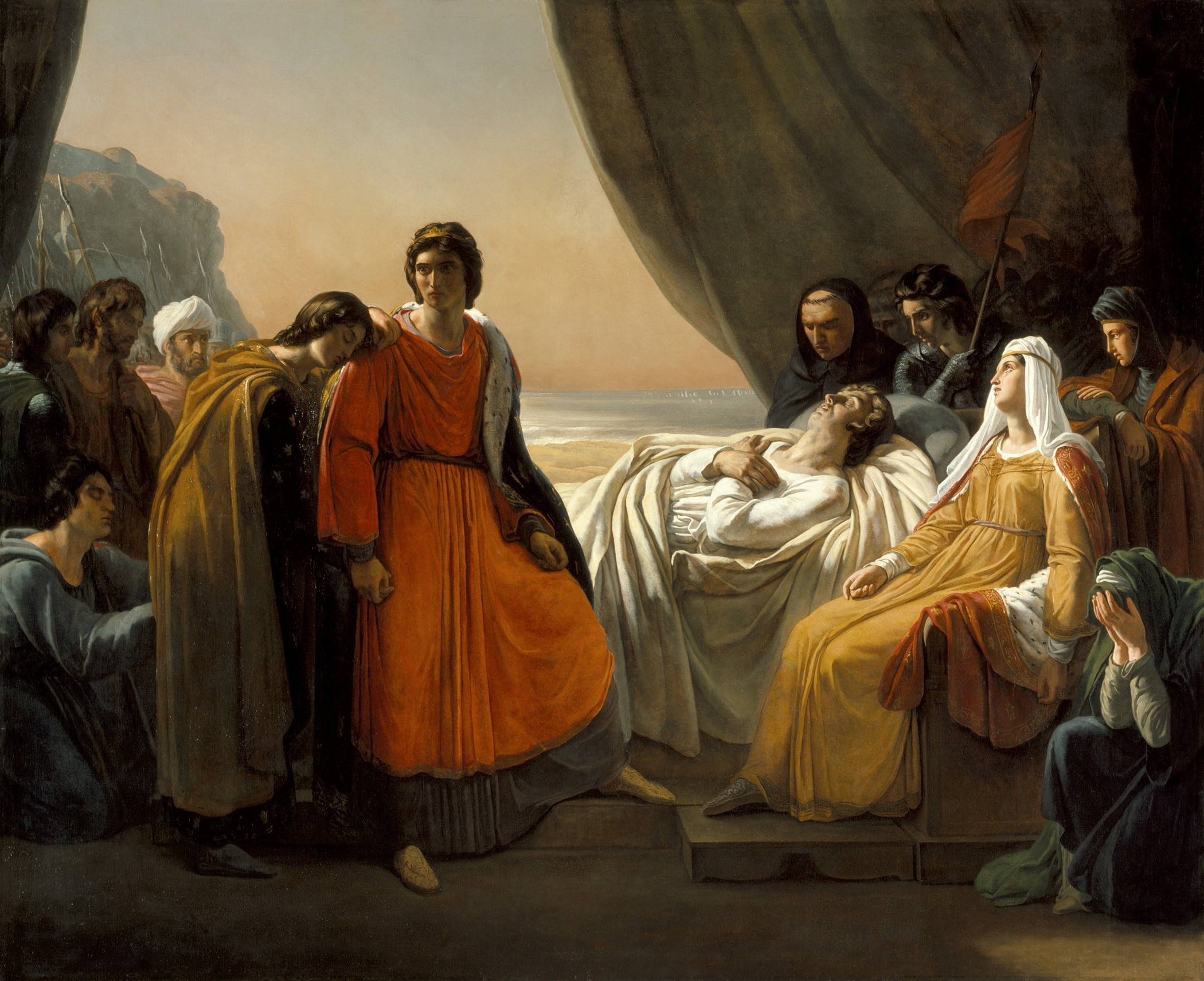
مرگ سنت لوئیس
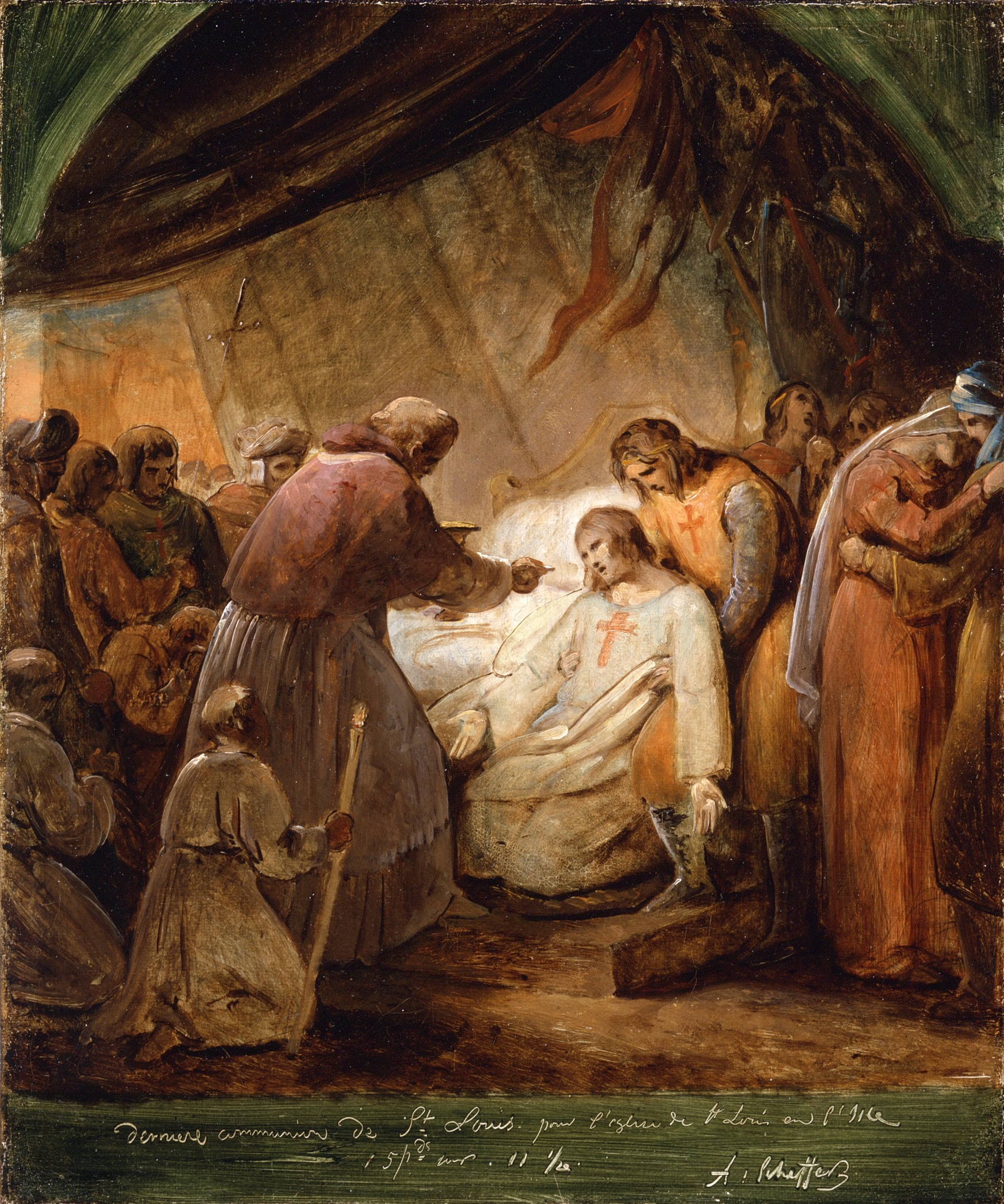
آخرین عشا ربانی سنت لوئیس
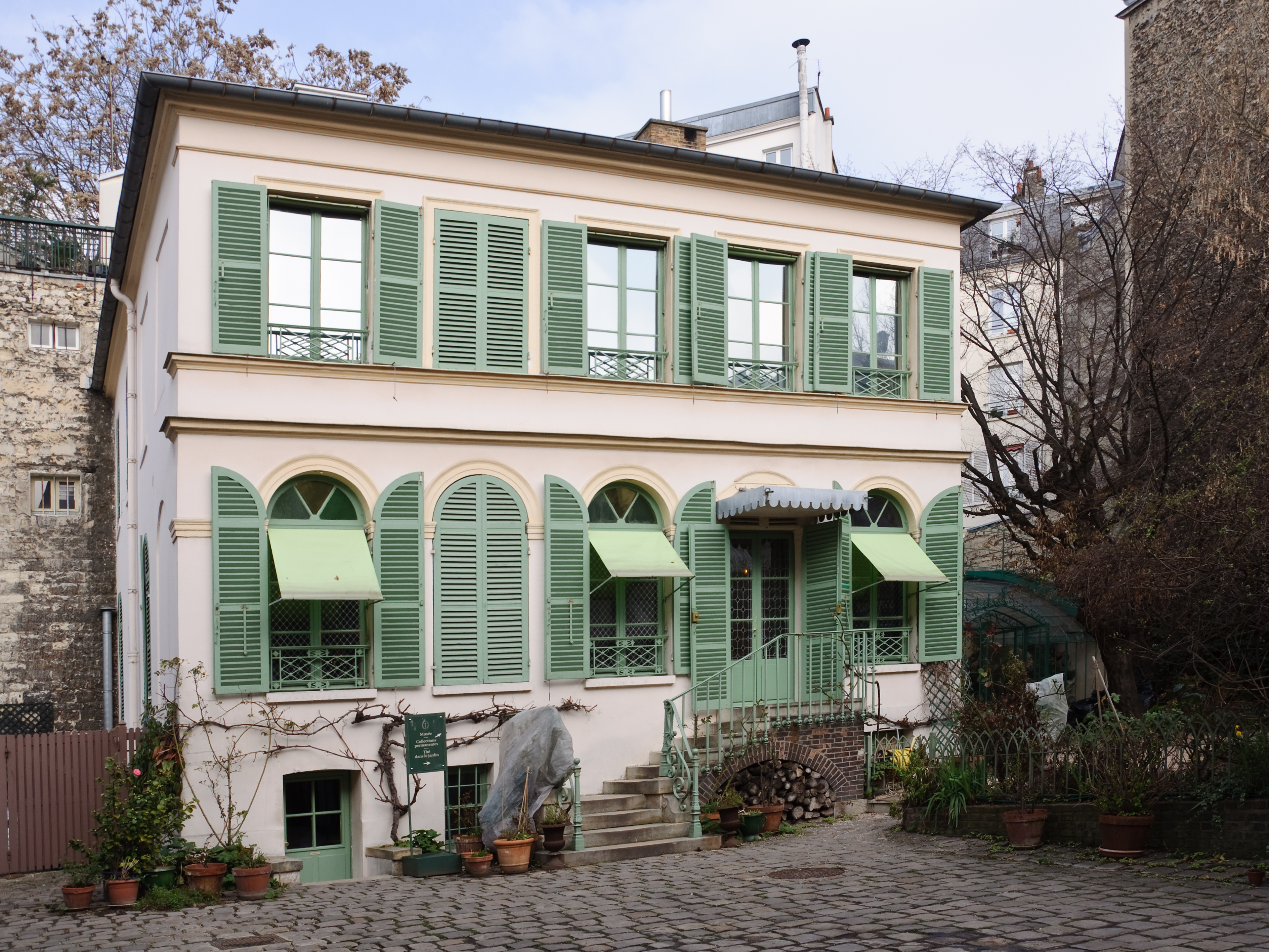
خانه آری شفر در پاریس
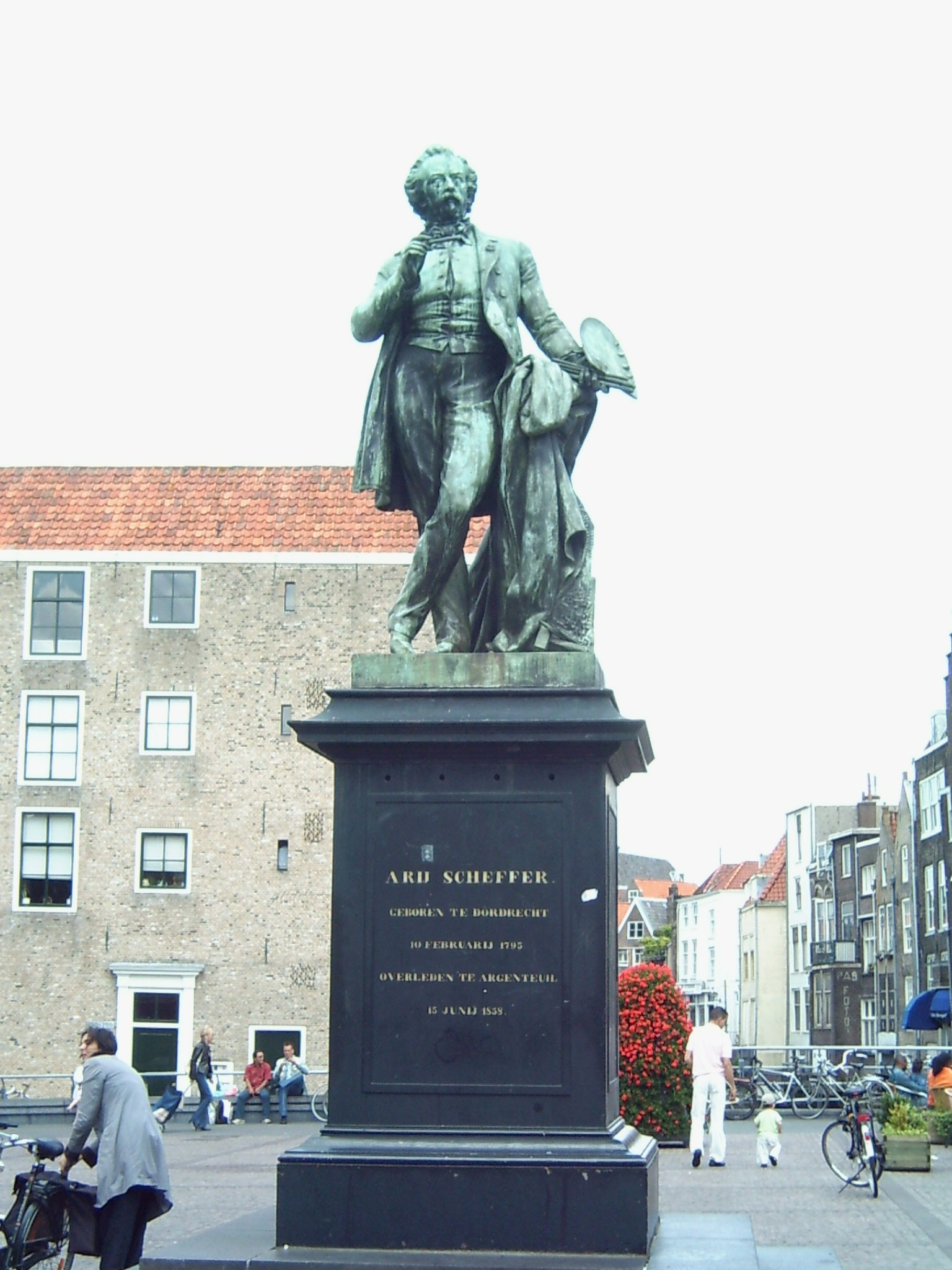
مجسمه آری شفر در دوردرخت، هلند
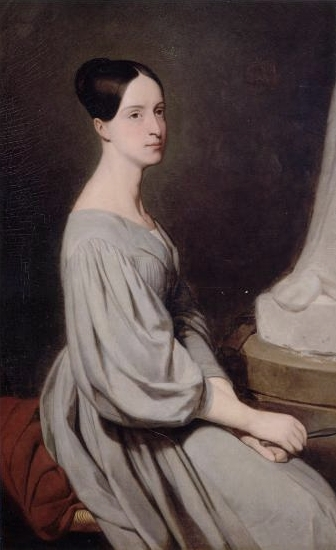
پرتره پرنسس ماری اورلئانز